# میرزامحمدکند
میرزامحمدکند (به لاتین: Mirzəməmmədkənd) یک منطقه مسکونی در جمهوری آذربایجان است که در شهرستان قوبا واقع شده است. میرزامحمدکند ۷۱۰ نفر جمعیت دارد.